# Ángel García García
Ángel Luis García García (Toa Baja, 11 luglio 1988) è un cestista portoricano.

## Carriera
Con Porto Rico ha disputato i Campionati centramericani del 2012.

## Palmarès
- Campionato portoricano: 1

Capitanes de Arecibo: 2008